# Aptenopedes sphenarioides
Aptenopedes sphenarioides är en insektsart som beskrevs av Scudder, S.H. 1878. Aptenopedes sphenarioides ingår i släktet Aptenopedes och familjen gräshoppor.

## Underarter
Arten delas in i följande underarter:
- A. s. sphenarioides
- A. s. appalachee
- A. s. clara